# Dactyloscirus discocondylus
Dactyloscirus discocondylus är en spindeldjursart som beskrevs av Corpuz-Raros 2008. Dactyloscirus discocondylus ingår i släktet Dactyloscirus och familjen Cunaxidae. Inga underarter finns listade i Catalogue of Life.